# Svenska mästerskapen i dressyr 1970
Svenska mästerskapen i dressyr 1970 avgjordes i Vetlanda. Tävlingen var den 20:e upplagan av Svenska mästerskapen i dressyr.

## Resultat
| Placering | Ryttare            | Häst      |
| --------- | ------------------ | --------- |
| 1         | Ulla Håkansson     | Ajax      |
| 2         | Maud Kuylenstierna | Lucky Boy |
| 3         | Ninna Slöör-Swaab  | Casanova  |